# 邹阳
邹阳（？—前120年），西汉散文家，齊國人。

## 生平
邹阳，先与莊忌、枚乘等人游于吴王刘濞门下，在当时以口辩著称。后来见刘濞有反叛的迹象，作《上吴王书》陈说利害以劝谏之。因吴王不听，两人遂去吴游于梁。客遊梁國，投在梁孝王劉武门下。表達自己的能力在羊勝、公孫詭之間，遭人眼紅並诬陷，下狱，作《狱中上梁王书》为自己辩诬。这篇文章它大量引征史实，运用比喻，论“谗毁”之祸，表述自己“忠信”的心迹。主要以排比铺张为手段，语意层见复出，滔滔不绝，以此造成盛大的气势，是典型的战国文章的辩士风格。《汉书·艺文类》在纵横家类著录有《邹阳》七篇，也说明邹阳的作品更接近战国纵横家的风格。
鄒陽為梁王求救於景帝寵姬王美人的哥哥王長君（即蓋侯王信），請為說情，起了一定的效用。

## 主要作品
- 《上吳王書》
- 《獄中上梁王書》

## 延伸阅读
[在维基数据编辑]
 在维基文库阅读此作者作品
 《史記/卷083》，出自司馬遷《史記》
 《漢書/卷051》，出自班固《漢書》